# Teivillid
Teivillid (llamada oficialmente San Xulián de Teibilide) es una parroquia y una aldea española del municipio de Samos, en la provincia de Lugo, Galicia.

## Otras denominaciones
La parroquia también es conocida por los nombres de San Xián de Teibilide, San Xiao de Teibelide y San Xoán de Teivilide.

## Organización territorial
La parroquia está formada por una entidad de población:
- Teibilide

## Demografía
Gráfica demográfica de la aldea de Teibilide y de la parroquia de Teivillid según el INE español:
| Gráfica de evolución demográfica de Teibilide entre 2000 y 2021 |
|                                                                 |
| Datos según el nomenclátor publicado por el INE.                |